# Florent Oiseau
Florent Oiseau, né le 10 juin 1990 à Montfermeil, est un écrivain français.

## Biographie
Avant de vivre de sa plume, Florent Oiseau a exercé de nombreux petits boulots.
Son premier roman Je Vais M’y Mettre est publié en 2016 par Allary Éditions alors qu’il n’a que 25 ans.
Il vit actuellement à Paris[réf. nécessaire].

## Style
Sa « plume aussi drôle que vive », sa capacité à capter « la poésie du quotidien » et son « écriture à l’élégance désabusée » sont saluées par la presse. 
Ses livres dressent tous le portrait de « loosers » tantôt « magnifiques », tantôt « attachants ».

## Œuvres
- Je vais m’y mettre, Allary Éditions, 2016 ; puis Éditions Pocket, 2017.
- Paris-Venise, Allary Éditions, 2018 ; puis Éditions Pocket, 2019.
- Les Magnolias, Allary Éditions, 2020 ; puis Éditions Pocket, 2021.
- Les Fruits tombent des arbres, Allary Éditions, 2021 ; puis Éditions Pocket, 2022.
- Tout ce qui manque, Allary Éditions, 2023.

## Prix et distinctions
- Lauréat du Prix Vleel 2023, pour Tout ce qui manque[9].
- Lauréat du Prix du roman qui fait du bien de Fontvieille 2021, pour Les fruits tombent des arbres[10].
- Lauréat du Prix des lecteurs Mots & Images 2021, pour Les fruits tombent des arbres[11].
- Finaliste du Prix Orange du Livre 2020, pour Les Magnolias[12].
- Finaliste du Prix Orange du livre 2018, pour Paris-Venise[13].
- Lauréat du Prix Coup de Coeur Saint-Maur en poche 2019, pour Je vais m’y mettre[14].
- Je vais m’y mettre a été désigné « Livre le plus drôle de l'année » en 2018[14].